# برايان رالستون
برايان رالستون (بالإنجليزية: Brian Ralston)‏ هو ملحن أمريكي، ولد في 12 أبريل 1974.

## وصلات خارجية
- برايان رالستون على موقع IMDb (الإنجليزية)
- برايان رالستون على موقع قاعدة بيانات الفيلم (الإنجليزية)